# Église de Chypre
L'Église de Chypre, parfois appelée Église grecque-orthodoxe de Chypre, est une juridiction autocéphale de l'Église orthodoxe depuis 431. 
Le primat porte le titre d' « archevêque de la Nouvelle Justinienne et de tout Chypre », avec résidence à Nicosie. L'actuel primat est Georges III (Georges Papachrysostomou) depuis le 24 décembre 2022.

## Histoire
Au moment de l'invasion arabe, au VIIe siècle, la ville est à nouveau détruite en 648. L'archevêque doit quitter l'île pour la région de l'Hellespont sous la protection de l'empereur Justinien II. Au sud-ouest de la presqu'île de Cyzique (actuellement Erdek, en Turquie), il établit une nouvelle ville appelée « Nova Justiniana » (Nouvelle Justinienne) en l'honneur de son protecteur. En 698, les Arabes sont chassés de Chypre et l'archevêque peut regagner l'île. Il conserve dans son titre le nom de la ville de l'Hellespont.
Les Croisés occupent l'île entre 1191 et 1571.
Après l'indépendance de l'île en 1960, la vie politique et religieuse est marquée par la figure de l'archevêque Makarios III, qui est également président de la République jusqu'à sa mort en 1977.
En septembre 2012, les chefs de l'Église orthodoxe chypriote décident de baisser de 25 % leur salaire et de 15 % les émoluments du personnel laïque à la suite de la crise économique.

## Relations avec les autres Églises
L'Église est membre du Conseil œcuménique des Églises ainsi que du Conseil des Églises du Moyen-Orient.